# Kralapp
Kralapp ist ein Ortsteil der Gemeinde Zettlitz im Landkreis Mittelsachsen. 1946 hatte der Ort 145 Einwohner. 1964 wurde er nach Zettlitz eingemeindet.

## Geschichte
1241 übertrug Mgf. Heinrich der Erlauchte dem Kloster Buch das Dorf Cralop, das Otto de Elstere aufgelassen hatte. Dazu übertrug 1254 Mgf. Heinrich dem Kloster molendinum in Cralop (Mühle), die Peter de Rochlez aufgelassen hatte. 1286 verkaufte schließlich Mgf. Heinrich dem Kloster das Ober- und Niedergericht in Cralop.
1288 übertrug Pfalzgraf Friedrich (der Freidige) dem Kloster eine Hufe mit dem Fischereirecht in Kralapp, die die Brüder de Otwerch dem Kloster verkauft hatten. Das Fischereirecht reichte bis zum Wehr der Mühle in Rochlitz. 1290 wurden die Flurgrenzen zwischen Kralapp und Weiditz nach einem Streit zwischen dem Kloster und dem Besitzer von Weiditz Gerhardus de Krosna, durch Beauftragte von Pfalzgraf Friedrich mit neuen Grenzsteinen markiert. Die Zwickauer Mulde hatte ihren Lauf geändert.
1329 bestimmte Heinrich von Königsfeld, dass u. a. das Dorf Kralapp, das er vom Abt des Klosters Buch gekauft hatte, im Falle seines Todes wieder an das Kloster zurückfallen soll.
1399 musste wieder eine Einigung zwischen dem Kloster und dem Besitzer von Weiditz, Albrecht krossener, getroffen werden. Es ging um eine Insel in der Zwickauer Mulde, die ihre Größe und Form geändert hatte und von beiden beansprucht wurde. Nun wurden Grenzsteine gesetzt.
1548 nennt das Amtserbbuch von Kloster Buch zu Kralapp „10 besessene Mann, darunter 8 Pferdner, die sind alle dem Kloster Buch lehen- und zinsbar“ mit 9½ Hufen. Das Obergericht und das Erbgericht waren im Amt Kloster Buch.
Der Ort war bis zur Reformation nach Seelitz gepfarrt, danach nach Lastau.